# Mehdi Ben Dhifallah
Mehdi Ben Dhifallah, Mahdi ibn Dajf Allah, arab. مهدي بن ضيف الله (ur. 6 maja 1983 w Kelibii) – tunezyjski piłkarz występujący na pozycji napastnika.

## Kariera klubowa
Ben Dhifallah jest wychowankiem klubu Espérance Zarzis. W jego barwach zadebiutował w 2002 roku w lidze tunezyjskiej. Największy sukces osiągnął w 2005 roku, gdy z Espérance zdobył Puchar Tunezji. Latem 2007 roku odszedł do Étoile Sportive du Sahel, ówczesnego mistrza kraju i zdobywcy Afrykańskiej Ligi Mistrzów, gdzie stworzył atak z Amine Chermitim. W tym samym okresie wystąpił w Klubowym Pucharze Świata. W 2010 roku odszedł do libijskiego Al-Nasr Benghazi, a w 2011 roku został zawodnikiem sudańskiego Al-Merreikh Omdurman. 24 lutego 2012 roku podpisał półroczny kontrakt z Widzewem Łódź. Następnie grał w Al-Nasr Benghazi i Bali United. W 2016 przeszedł do CS Hammam-Lif.

## Kariera reprezentacyjna
W 2008 roku Ben Dhifallah został powołany przez selekcjonera Rogera Lemerre do reprezentacji Tunezji na Puchar Narodów Afryki 2008. Przed tym turniejem zadebiutował w kadrze narodowej w przegranym 1:2 towarzyskim meczu z Zambią, rozegranym 7 stycznia 2008 roku.